# 湖北金环
湖北金环股份有限公司 （深交所：000615）是中国深圳证券交易所的一家上市公司，主营业务范围为化学纤维制造业。
2011年，该公司主营业务收入为763660117.38元，公司净利润为-73063207.13元，公司总资产为1175397425.36元。